# Pejarakan Karya
Pejarakan Karya is een bestuurslaag in het regentschap Mataram van de provincie West-Nusa Tenggara, Indonesië. Pejarakan Karya telt 5728 inwoners (volkstelling 2010).